# Open Clip Art Library
Le projet OCAL (acronyme anglais pour Open Clip Art Library) vise à constituer et à mettre à disposition sur le web une collection de clip art vectoriels pouvant être réutilisés par quiconque et pour tout usage, et ce sans aucune contrainte (distribution en domaine public) par défaut.

## Historique
Le projet a débuté en 2004. En janvier 2020, le projet se targue de publier plus de 159 000 dessins.
Tous les dessins vectoriels sont fournis au format SVG pour des raisons d’interopérabilité autant que de pérennité. Les vignettes de prévisualisation sont des rastérisation des dessins vectoriels au format PNG.
OCAL a été originellement inspiré par la collection de drapeaux livrée avec le logiciel Sodipodi, ainsi que par d’autres initiatives similaires telles que Wikipédia et Creative Commons. Sodipodi ayant d’ailleurs un lien de parenté avec l’ancien Xfig qui proposait déjà une collection de clip art.
En 2018, le projet OCAL est très lié au logiciel Inkscape (lui-même dérivé de Sodipodi) car les deux développeurs d’OCAL sont également des développeurs participant au projet Inkscape. La plupart des contributeurs de dessins utilisent de plus ce logiciel, qui est actuellement considéré comme le logiciel libre de dessin vectoriel le plus avancé.
En avril 2019, le site est mis hors-ligne ; la raison évoquée sur Twitter est une attaque par déni de service.
En janvier 2020, le site a rouvert.

## Fonctionnalités
OCAL comprend également la création et la réutilisation (en participant à leur amélioration) d’outils tels qu’un système de gestion de document (ccHost), pour pouvoir gérer efficacement la collection, ainsi que faciliter la collaboration entre les contributeurs et assurer une gestion des versions et évolutions d’un même dessin.

## Développeurs du projet
- Jon Phillips
- Bryce Harrington